# Joseph Henri Galos
Pour les articles homonymes, voir Galos.
Joseph Henri Galos est un homme politique français, né le 26 octobre 1804 à Bordeaux où il est mort le 1er juillet 1873.

## Biographie
Fils de Jacques Galos, député de la Gironde, il est négociant à Bordeaux et conseiller d'arrondissement, puis est également élu député de la Gironde, de 1837 à 1848, siégeant dans la majorité conservatrice soutenant la monarchie de Juillet.
Il est directeur de l'administration des colonies en 1842. Sous le Second Empire, il est membre du conseil d'administration de la Compagnie des chemins de fer de l'Est.

## Famille

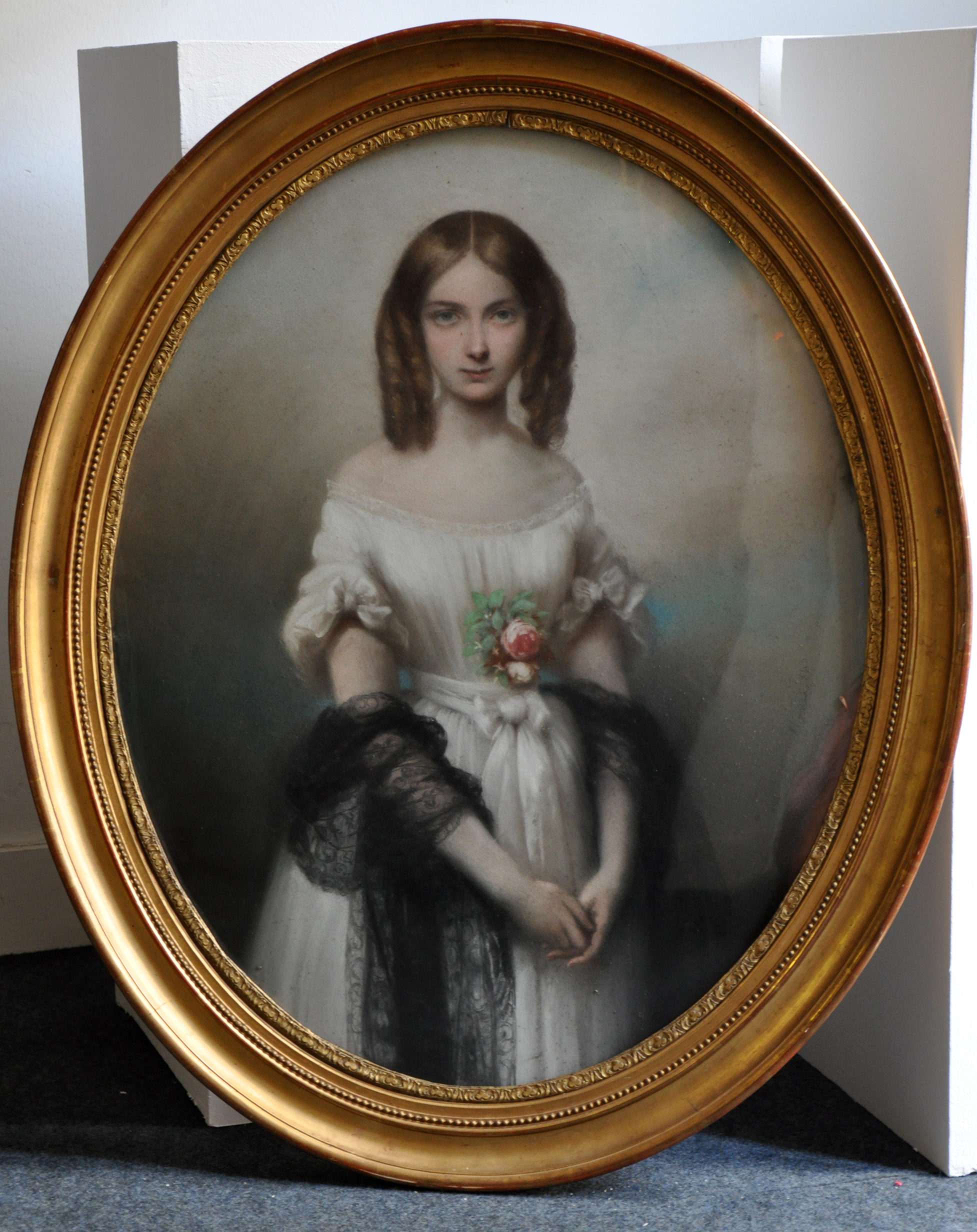
Isabelle Foy en 1843

Il a épousé Isabelle Foy, née en 1818, fille du général Foy. De ce mariage, est née une fille Élisabeth.

## Publications
- La Marine marchande (1865).

### Sources
- « Joseph Henri Galos », dans Adolphe Robert et Gaston Cougny, Dictionnaire des parlementaires français, Edgar Bourloton, 1889-1891 [détail de l’édition]